# Julius Trip

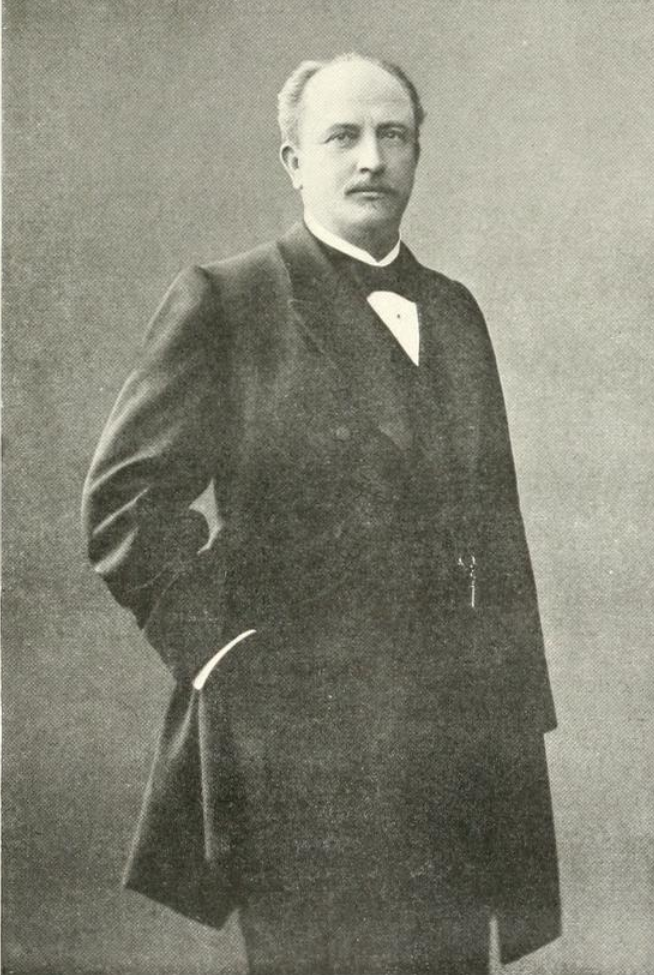
Julius Trip um 1907

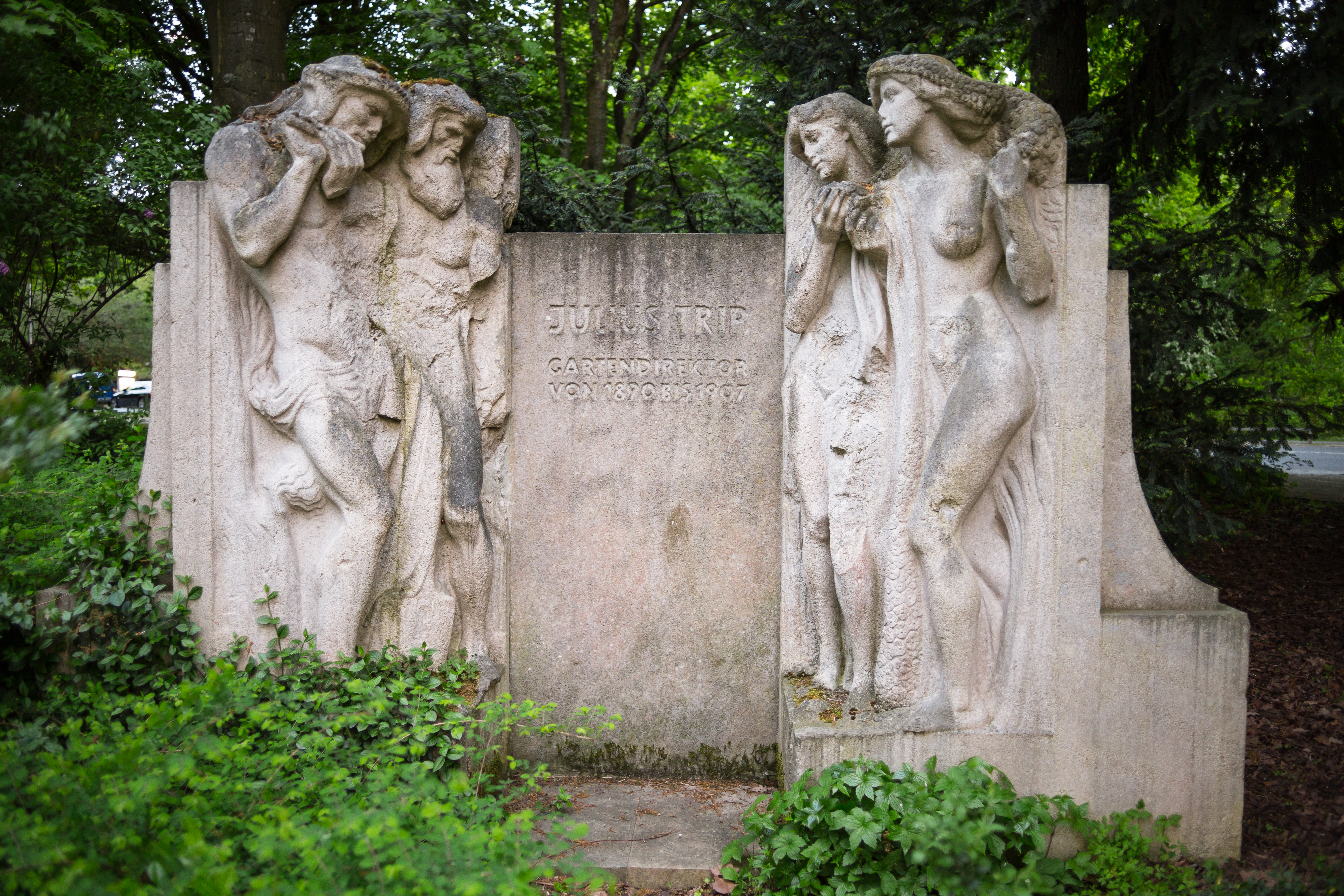
Trip-Brunnen als Denkmal für den Planer des Maschparks Julius Trip

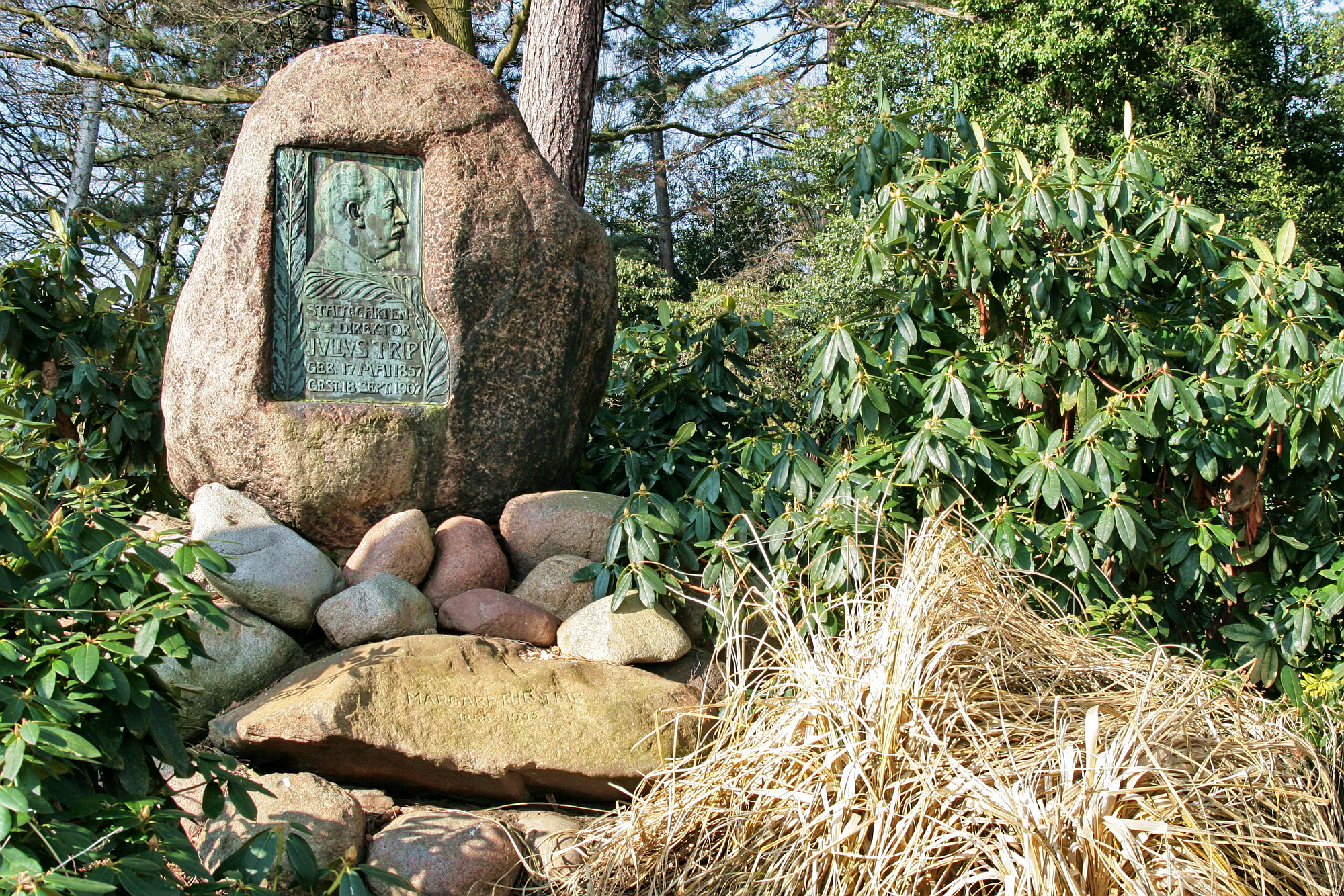
Grab von Julius Trip auf dem Parkfriedhof Stöcken

Julius Trip (* 17. Mai 1857 in Wermelskirchen; † 18. September 1907 in Hannover) war ein deutscher Gartenarchitekt, Gartenkünstler, Stadtgartendirektor, Hochschullehrer und Verbandsfunktionär.

## Leben
Nach einer Gärtnerlehre in Roßkothen besuchte Julius Trip 1876–1878 die Königliche Gärtnerlehranstalt am Wildpark bei Potsdam. Dort wurde er Mitglied der Studentenverbindung Technischer Bund Burschentag. Nach Tätigkeiten in Düsseldorf, Trier und München (Schlosspark Nymphenburg) war er 1881–1888 Obergärtner der Parkanlagen bei Freiherr von Cramer-Klett auf Schloss Hohenaschau und 1888–1890 bei Freiherr Riederer von Paar in Schönau (Rottal).
Schließlich wurde Trip 1890 Stadtgärtner in Hannover, dem Wirkungsort seiner letzten Lebensjahre. 1892 zum Stadtgarteninspektor, 1897 zum Gartendirektor ernannt, ergriff Trip die Initiative für die Stadtverschönerung Hannovers, indem er nach Bildung eines Grünflächenausschusses (1897) eine selbständige Gartenverwaltung gründete. Vor allem die Neugestaltung städtischer Plätze und Grünanlagen, die Anlage von Alleen in Stadtstraßen und die Bepflanzung von Schulhöfen gingen auf seine Aktivitäten zurück. Die Anlage des Maschparks hinter dem Neuen Rathaus und die Erweiterung des Stadtfriedhofs Stöcken zum Parkfriedhof sind noch heute als Hauptwerke Julius Trips Zeugen seines gartenkünstlerischen Genius. Trip war ab 1903 Privatdozent für Gartenkunst an der Technischen Hochschule Hannover und 1905–1907 Vorsitzender der Deutschen Gesellschaft für Gartenkunst.
Julius Trip starb mit erst 50 Jahren. Sein mit einem Findling gestaltetes Grab befindet sich auf dem Stadtfriedhof Stöcken in Hannover. Der Bildhauer Georg Herting schuf 1910 ein Denkmal für Julius Trip im Maschpark, das nach Kriegsbeschädigung in reduziertem Umfang wiederhergestellt wurde.
Zur Erinnerung wurde 2007 im 100. Todesjahr der Julius-Trip-Ring als 24 km langer  Rund-Wander- und Fahrradweg geschaffen. Er zeigt die seit seinem Wirken entstandenen Grünqualitäten Hannovers auf.

## Werk (Auswahl)

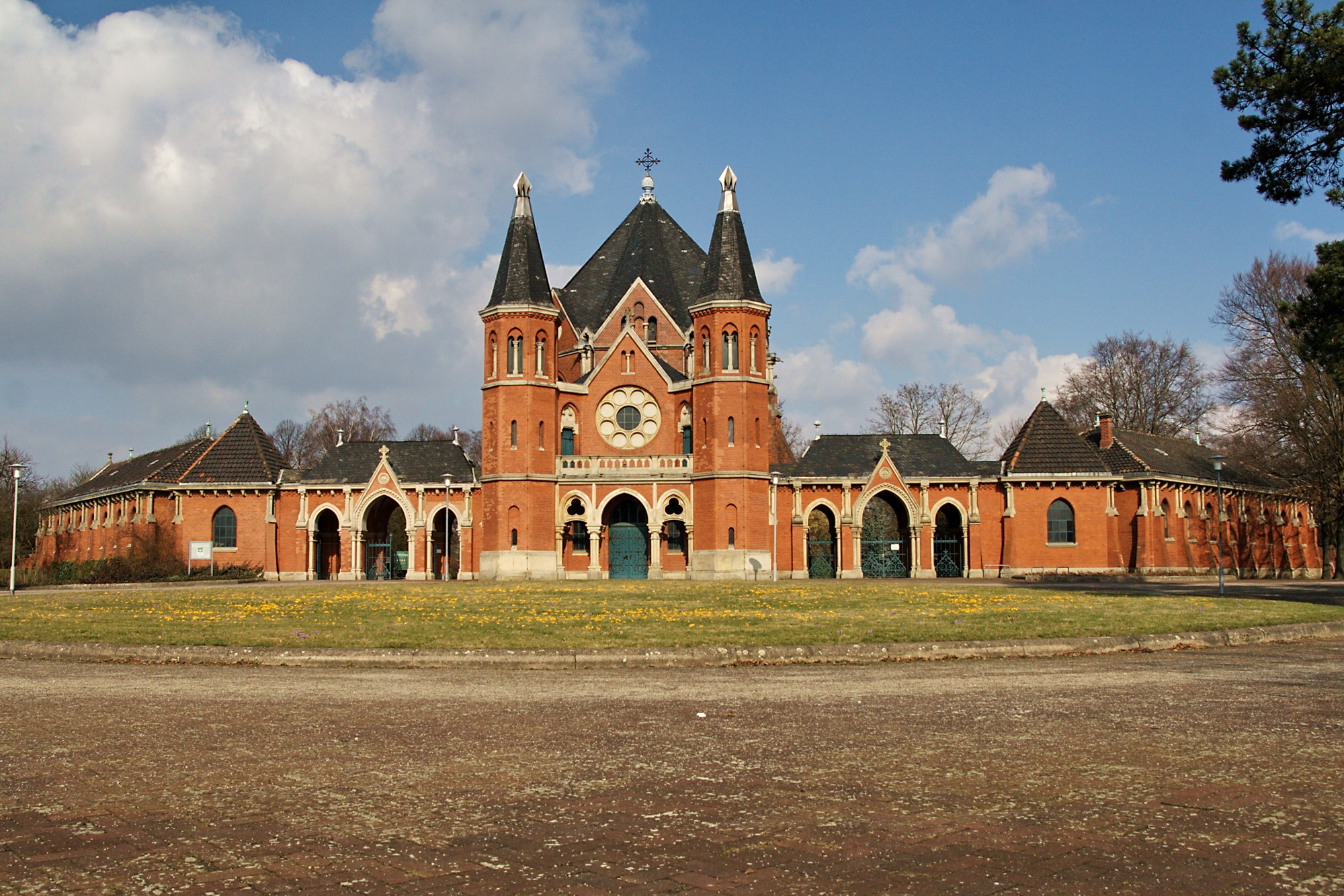
Haupteingang zum Parkfriedhof Stöcken

- 1889–1892: Stadtfriedhof Stöcken in Hannover (in Zusammenarbeit mit Architekt Paul Rowald, 1901–1902 erweitert zum Parkfriedhof)
- 1894–1900: Umgestaltung der Vorderen Eilenriede (Stadtwald von Hannover) zum Waldpark
- 1898: Trip’sche Parkanlage am Berggasthaus Niedersachsen in Gehrden
- 1899–1902: Maschpark in Hannover
- 1903–1904: Gartenanlage für Schloss Landsberg bei Essen-Kettwig
- um 1905: Parkanlage für Fritz Beindorff (Inhaber der Pelikan-Werke) in Hannover-Kirchrode, Bünteweg 3[3]
- um 1906: Gartenanlage um die Villa Seligmann in Hannover[4]
- Botanisch-pharmazeutischer Garten der Tierärztlichen Hochschule Hannover (nicht erhalten)